# Siedliska (gromada w powiecie tarnowskim)
Siedliska – dawna gromada, czyli najmniejsza jednostka podziału terytorialnego Polskiej Rzeczypospolitej Ludowej w latach 1954–1972.
Gromady, z gromadzkimi radami narodowymi (GRN) jako organami władzy najniższego stopnia na wsi, funkcjonowały od reformy reorganizującej administrację wiejską przeprowadzonej jesienią 1954 do momentu ich zniesienia z dniem 1 stycznia 1973, tym samym wypierając organizację gminną w latach 1954–1972.
Gromadę Siedliska z siedzibą GRN w Siedliskach utworzono – jako jedną z 8759 gromad na obszarze Polski – w powiecie tarnowskim w woj. krakowskim, na mocy uchwały nr 30/IV/54 WRN w Krakowie z dnia 6 października 1954. W skład jednostki wszedł obszar dotychczasowej gromady Siedliska ze zniesionej gminy Gromnik w tymże powiecie. Dla gromady ustalono 17 członków gromadzkiej rady narodowej.
31 grudnia 1959 do gromady Siedliska przyłączono obszar zniesionej gromady Lichwin.
Gromadę zniesiono 1 stycznia 1969, a jej obszar włączono do gromad Pleśna (wieś Lichwin) i Dąbrówka Tuchowska (wieś Siedliska).